# Seguyola vicina
Seguyola vicina är en tvåvingeart som beskrevs av Loïc Matile 1990. Seguyola vicina ingår i släktet Seguyola och familjen Lygistorrhinidae. Inga underarter finns listade i Catalogue of Life.